# Sées
 Sées  es una población y comuna francesa, situada en la región de Normandía, departamento de Orne, en el distrito de Alençon. Es el chef-lieu y mayor población del cantón de Sées.
Es sede del obispado de Séez (sic), que se corresponde con su propio departamento, Orne.
Esta ciudad cuenta una catedral gótica normanda, Notre-Dame de Sées o Séez, de los siglos XIII-XIV. Se encuentran también allí otros edificios religiosos, como la iglesia de Nuestra Señora de la Place, la antigua abadía de San Martín o el palacio episcopal.

## Demografía
| 4137 | 4347 | 4706 | 4767 | 4547 | 4504 |
| Para los censos de 1962 a 1999 la población legal corresponde a la población sin duplicidades (Fuente: INSEE [Consultar]) |      |      |      |      |      |